# Luiz Gustavo Lage
Luiz Gustavo de Miranda Lage (7 aprile 1959) è un ex cestista brasiliano.

## Carriera
Con il Brasile ha disputato i Giochi olimpici di Mosca 1980 e i Campionati americani del 1980.